# Alameda, Málaga
Alcaucin là một đô thị trong tỉnh Málaga, Andalucía, Tây Ban Nha. Đô thị này có khoảng cách khoảng Málâg 54 km. Đô thị này có dân số khoảng 1600 người. Diện tích là 65 ki-lô-mét vuông. Trong tiếng Tây Ban Nha, cư dân đô thị này được gọi là Alcaucineños.
Đô thị này nằm ở độ cao 430 m trên mực nước biển.
| 1991  | 1996  | 2001  | 2004  | 2005  |
| ----- | ----- | ----- | ----- | ----- |
| 4 804 | 4 960 | 4 982 | 5 161 | 5 245 |